# Щеповка
Щеповка (на руски: Штеповка) е хутор в Кантемировски район на Воронежка област на Русия.
Влиза в състава на селището от селски тип Осиковское.

## Население
| 2010 |
| ---- |
| 0    |